# André F. Cournand
André Frédéric Cournand, född  24 september 1895 i Paris, död 19 februari 1988 i 
Great Barrington, Berkshire County, Massachusetts, var en fransk-amerikansk fysiolog och nobelpristagare. År 1956 erhöll han Nobelpriset i fysiologi eller medicin tillsammans med Werner Forssmann och Dickinson Richards.
Cournand var professor i medicin vid Columbia University i USA. Han utexperimenterade hjärtkatetiseringen, som blev ett viktigt hjälpmedel vid diagnostisering av hjärtfel, särskilt medfödda.
Han tilldelades 1949 Albert Lasker Basic Medical Research Award.